# Радојица Живановић Ное
Радојица Живановић Ное (Београд, 1903 — Београд, 1944) био је српски и југословенски сликар и графичар периода надреализма. Оставио невелик број композиција, мртвих природа, пејзажа и цртежа. Најзначајнији период Живановићевог уметничког стварања је доба његове припадности надреалистичком покрету (1930-33). био је један од тринаест потписника Манифеста надреализма и једини професионални сликар у групи уметника који су покренули Београдски надреализам.
Надреалистичке радове је објављивао у часописима Немогуће и Надреализам данас и овде. Он је први и најдоследнији надреалиста у југословенском сликарству. Надреалистичку фазу смењује сликањем мртвих природа на начин Пола Сезана, пејзажа из Србије под утицајем класичног импресионизма и реалистичких портрета. Као члан групе Живот залаже се за социјалну уметност, више теоретски него практично. Водио је полемике и писао ликовне критике. Неко је време био ликовни критичар у Политици. Радови му се налазе у Народном музеју и Музеју савремене уметности у Београду, у Уметничкој галерији у Сарајеву и у више приватних збирки.

## Биографија
Радојица Живановић Ное рођен је у Београду као ванбрачно дете. Мајка му је била праља, а име оца није познато. У кругу београдских надреалиста се говорило да је, наводно, требало да одигра улогу престолонаследника, лажног краљевског новорођенчета, сина Драге и Александра Обреновића. После ратом испрекиданог школовања, завршио је Трговачку академију, а затим провео три године (до 1929) на Краљевској уметничкој школи у Београду.

## Уметнички рад
Радојица Живановић Ное био је један од тринаест потписника Манифеста надреализма у алманаху Немогуће 1930. године. Био је једини професионални сликар у групи уметника који су покренули Београдски надреализам. Од 1031. до 1932. интензивно је сарађивао у магазину Надреализам данас и овде, у коме је публикован највећи број његових радова. Године 1934. Са Мирком Кујачићем, Ђорђем Андрејевићем Куном, Ђурђем Теодоровићем и другим уметницима основао је групу Живот. Од 1935. до 1937. писао је редовно ликовне критике за лист Политика, а понекад је објављивао прилоге и у часопису Наша стварност.

### Изложбе
Године 1932. Излагао је циклус надреалистичких слика у Уметничком павиљону „Цвијета Зузорић” у Београду, а од 1936. до 1940. на више групних уметничких изложби.

### Најважнија дела
- Серија цртежа објављених 1930. године у алманаху Немогуће, од којих су најпознатији: Самоубица или сањар, Пулс, Почетак истог места, као и фотоколаж Спава златна страст.
- Радови објављени у магазину Надреализам данас и овде, од којих су најпознатији: Успомена и Дрво очију.

## Смрт
Године током Другог светског рата провео је на периферији Београда. Погинуо је пред крај рата, 1944. године, на Дорћолу. Када је чуо да су партизани и руски тенкови продрли у улицу, излетео је из неког склоништа у близини Бајлонијеве пијаце и ушао у борбу против Немаца. Затечен наоружан од ослободилачких снага није наводно пристао да се разоружа и због трагичног неспоразума изгубио је живот.